# Atherurus africanus
Atherurus africanus és una espècie de mamífer rosegador de la família dels porcs espins del Vell Món. Viu a Benín, el Camerun, el Congo, la República Democràtica del Congo, Costa d'Ivori, Guinea Equatorial, el Gabon, Gàmbia, Ghana, Guinea, Kenya, Libèria, Sierra Leone, el Sudan del Sud, Togo i Uganda. Els seus hàbitats naturals són les selves i els boscos, on viu a prop dels cursos d'aigua. Es creu que no hi ha cap amenaça significativa per a la supervivència d'aquesta espècie, tot i que és objecte de caça.